# Cadre (vélo)
Pour les articles homonymes, voir Cadre.
- A :  Tube supérieur ou tube horizontal
- B :  Tube oblique
- C :  Tube de selle
- D :  Haubans (un de chaque côté de la roue)
- E :  Bases (une de chaque côté de la roue)
- 1 :  Boite de pédalier
- 2 :  Tige de selle
- 3 :  Tube de direction
- 4 : Patte arrière à gauche et patte de dérailleur à droite

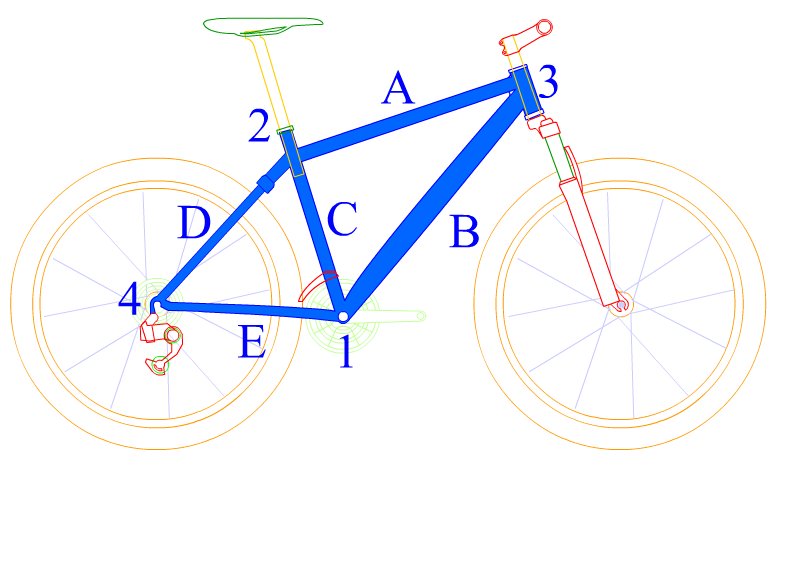
Détails d'un cadre de VTT.
Légende :

Le cadre de bicyclette est l'élément assurant la liaison entre les principaux éléments du deux-roues.
Il est généralement constitué de deux triangles :
- le triangle avant se charge de lier le pédalier avec la fourche et la selle ;
- le triangle arrière relie le pédalier et la selle à la roue arrière.

## Matériaux
Les matériaux employés pour la constitution d'un cadre de vélo sont divers, suivant les utilisations recherchées et les contraintes (notamment de coût), mais se rapprochent généralement de ceux utilisés en aéronautique, l'objectif dans les deux cas étant d'obtenir une structure légère et résistante.
Les qualités d'un matériau déterminent son intérêt pour la constitution d'un cadre :
- sa masse volumique désigne la masse du matériau par unité de volume ;
- son module d'élasticité affecte en théorie le confort de pilotage et l'efficacité de la motricité, même si dans la pratique le confort est lié à d'autres composants plus efficaces, comme la selle ou les pneus ;
- sa limite d'élasticité détermine la force nécessaire pour provoquer une déformation permanente du matériau ;
- sa limite de fatigue donne la durabilité du cadre lors de l'encaissement des contraintes liées aux pédalages ou aux sauts.

Pour les cadres métalliques, il s'agit toujours d'alliage de différents métaux avec le métal principal, en vue de leur apporter (ou renforcer) certaines propriétés.

### Acier
L'acier est le matériau le plus courant pour la composition d'un cadre. Il est élastique, rigide, facile à travailler et relativement peu coûteux. Il est en contrepartie plus lourd que la majorité des autres matériaux et sujet à la corrosion s'il est mal protégé.
Dans le domaine des tubes, l'utilisation de tubes à épaisseur variable réduit le poids mais engendre un coût de fabrication plus élevé. L'épaisseur de la paroi varie pour être plus importante sur les extrémités du tube (pour la rigidité) qu'en son centre (pour le poids).

#### Liaisons
Classiquement, des tubes cylindriques en acier sont utilisés, reliés entre eux par des manchons, avec lesquels ils sont brasés. Ces manchons sont de fines pièces d'acier destinées à maintenir les tubes entre eux. On retrouve des manchons à chaque connexion de tubes. Historiquement parlant, la faible température nécessaire au brasage de l'ensemble a une faible incidence sur les caractéristiques mécaniques des tubes, ce qui autorise l'usage de tubes relativement fins et légers sans perte de solidité. Un cadre « manchonné » peut être facilement réparé grâce à sa construction simple. De plus, comme les tubes d'acier sont soumis à des phénomènes d'oxydation, ils sont rapidement remplacés sur ces types de cadres sans engendrer de dommages sur les tubes voisins.
Les récentes avancées dans le domaine de la métallurgie ont permis le développement de tubes peu sensibles aux chocs de température, ou dont les propriétés ont été spécialement créées à partir de changements de température lors des phases de fabrication, et qui supportent dès lors des formes de soudure plus complexes comme le soudage TIG. Ces tubes peuvent être soudés entre eux sans utiliser de manchons. Au lieu de cela, les tubes sont soigneusement alignés et maintenus en place dans un support jusqu'à ce que la soudure entre ces différents tubes soit réalisée.

#### Nuances
Les cadres des vélos à bas prix sont constitués d'acier ordinaire (à simple teneur en carbone, également appelé Mild Steel), comme ceux utilisés par exemple dans la construction de véhicules ou d'autres objets communs.
Cependant, les cadres de qualité sont conçus avec des alliages d'acier très endurants (généralement de l'acier chrome-molybdène, communément appelé « chromoly »), qui donnent des tubes très légers possédant des parois extrêmement fines.
Un des alliages d'acier les plus connus était le Reynolds 531, un alliage manganèse-molybdène. Reynolds et Columbus sont deux des fabricants de tubes les plus reconnus dans le domaine du cycle.
Pour des raisons de coût, certains cadres de milieu de gamme utilisent des tubes de nuances différentes. Par exemple, des tubes de haute qualité pour le triangle avant, et des tubes plus classiques pour le triangle arrière.

Précisions :
- Reynolds 531 : tubes de 5/10e renforcés à 7/10e en extrémité ;
- Reynolds 753 : tubes de 3/10e renforcés à 7/10e en extrémité ;
- Reynolds 708 : composé de trois tubes principaux en 753 et le reste en 531.

### Aluminium
Les alliages d'aluminium sont moins denses et endurants que les alliages d'acier (ratio d'environ 2/3). Contrairement aux alliages d'acier ou de titane, qui possèdent une limite d'élasticité élevée, ce qui leur donne une bonne tenue en fatigue, l'aluminium a une limite élastique plus faible. Ainsi, même les plus faibles contraintes issues d'une utilisation normale du cadre finiront par l'endommager si elles sont trop souvent répétées. Ce phénomène de fatigue du cadre est limité par une construction et une géométrie bien étudiée, associées à un travail des tubes adapté. L'aluminium a le gros avantage de permettre la construction de cadres plus légers et inoxydables.
Les premières recherches sur un cadre en aluminium remontent à la fin du XIXe siècle et un test de 5 000 km avec un vélo en aluminium de 8,5 kg est réalisé en 1895. Mais ce n'est qu'en 1932 que le premier vélo avec cadre en duralium est présenté. Ces premiers cadres sont le plus souvent assemblés au moyen de raccords. L'assemblage par soudures TIG est actuellement la technique la plus populaire. Ces cadres se sont démocratisés à partir des années 1970, lorsque ces technologies de soudure sont devenues économiques pour des productions à grande échelle.
À diamètre égal, les tubes en aluminium sont moins rigides que les tubes en acier, mais également moins lourds. Pour compenser ce manque de rigidité, les tubes en aluminium ont un diamètre volontairement très supérieur à celui de leurs homologues en acier, ce qui donne des tubes dits Oversized. Cette augmentation de diamètre aboutit généralement à des cadres significativement plus rigides que ceux en acier. Cette rigidité n'est pas toujours un atout, puisque la légère flexibilité des cadres en acier offre un meilleur confort que ceux en aluminium. D'un autre côté, rigidité est synonyme de nervosité et de précision.
Les cadres en aluminium sont généralement facilement reconnaissables à leur légèreté face aux cadres en acier, même si ce n'est pas systématique. Un cadre bas de gamme en aluminium peut être plus lourd qu'un bon cadre en acier. Les tubes butted contribuent à obtenir des cadres plus légers. L'utilisation de profils spécifiques pour les tubes (ovales, carrés) et de formes travaillées (haubans cintrés) permettent d'avoir des cadres en alliage d'aluminium plus rigides et légers.
L'aluminium est aujourd'hui très utilisé. De nombreuses grandes marques proposent des cadres en aluminium. Marque connue : ALAN, tubes de 2 mm vissés et collés dans les raccords, anodisés bleu ou argent, origine Italie, poids 1,9 kg alliage dural, magnésium.

### Titane
Le titane est certainement le métal le plus exotique et le plus onéreux qui est communément employé dans la construction des tubes de cadre. Il combine de nombreuses caractéristiques très recherchées, comme un très bon ratio solidité/poids ou une excellente résistance à la corrosion.
La relative rigidité du titane (quoique moitié inférieure à celle de l'acier) permet d'employer dans la majorité des cas des tubes de diamètre correct, même si des tubes de diamètre supérieur permettent d'améliorer significativement cette rigidité.
Beaucoup d'alliages de titane et même des tubes spécifiques ont été originellement conçus pour l'industrie aérospatiale.

### Fibre de carbone
La « fibre de carbone », matériau composite, est le seul matériau non métallique utilisé couramment dans la fabrication des cadres de vélo. Malgré son prix élevé, la fibre de carbone est très légère, résiste à la corrosion, est très résistante, et peut être formée dans presque toutes les formes désirées. Le cadre est alors profilé et élaboré précisément pour une rigidité maximale sur la répartition des efforts, alors qu'il sera flexible sur d'autres sections (pour le confort et une meilleure motricité). Les cadres en tubes de fibre de carbone peuvent même employer des tubes ayant des propriétés différentes (rigidité suivant un effort donné) en fonction des efforts qu'ils devront supporter. Cette conception de tubes composites ayant des propriétés variables suivant l'orientation de l'effort (anisotropie) ne peut pas être reproduite avec des alliages ferreux.
Certains cadres en fibre de carbone utilisent des tubes cylindriques qui sont collés entre eux à l'aide de manchons, en utilisant un procédé semblable à celui employé pour les cadres en acier ou en alliage d'aluminium à manchons. D'autres cadres font appel à une construction monocoque, en une seule pièce.
Tandis que ces cadres en matériaux composites sont extrêmement légers et nerveux, ils ont une résistance aux chocs nettement inférieure à celle des cadres en métal, et sont donc plus sensibles aux dommages en cas de chute ou d'accident.
De nombreux vélos destinés à la course ou aux triathlons utilisent une construction composite pour gagner en aérodynamisme (la forme du cadre peut être travaillée dans ce sens), qui, même si le gain en poids devient perfectible, permet au cycliste d'atteindre des vitesses de pointe supérieures à celles de ses concurrents.

### Bambou
Le bambou, matériau durable et abondant, connait un fort développement dans la construction de cadres. Ses caractéristiques lui permettent de rivaliser avec les métaux, même lors de compétitions sportives. Sa convivialité provient de sa facilité de mise en œuvre pour l'autoconstruction.
Un cadre en bambou comporte des parties métalliques : pattes arrière, tube de direction, boîtier de pédalier, tige de selle. Ces pièces peuvent provenir de récupération sur des cadres hors d'usage. Les liaisons sont réalisées en matériau composite, la fibre utilisée peut être d'origine végétale de production locale, lin, chanvre, sisal, etc.
Parfois le bambou n'est plus utilisé en tube mais en lamellé-collé.

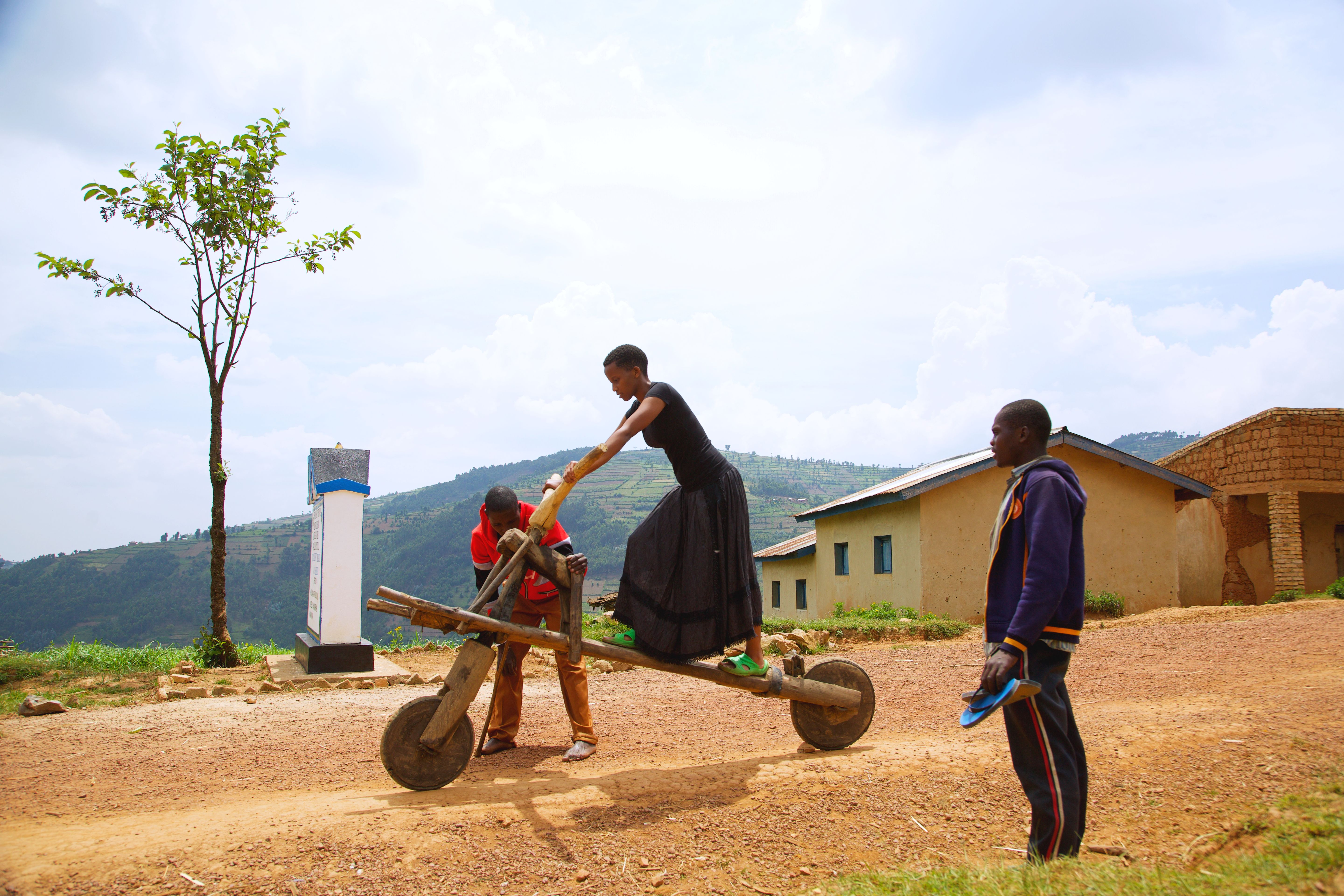
Un icuguti, vélo en bois du Rwanda.

### Bois
Le bois est aussi utilisé dans la réalisation de cadre,. De nombreux constructeurs dans le monde travaillent ce matériau : France, Italie, Irlande, etc.
Les essences utilisées sont essentiellement le frêne et le sipo. La structure du cadre est généralement réalisée en lamellé-collé.

## Géométries
La majorité des vélos actuels sont munis d'un cadre construit autour de deux triangles. Certains disposent d'une géométrie particulière pour pouvoir répondre à des contraintes spécifiques.

### Cadre classique

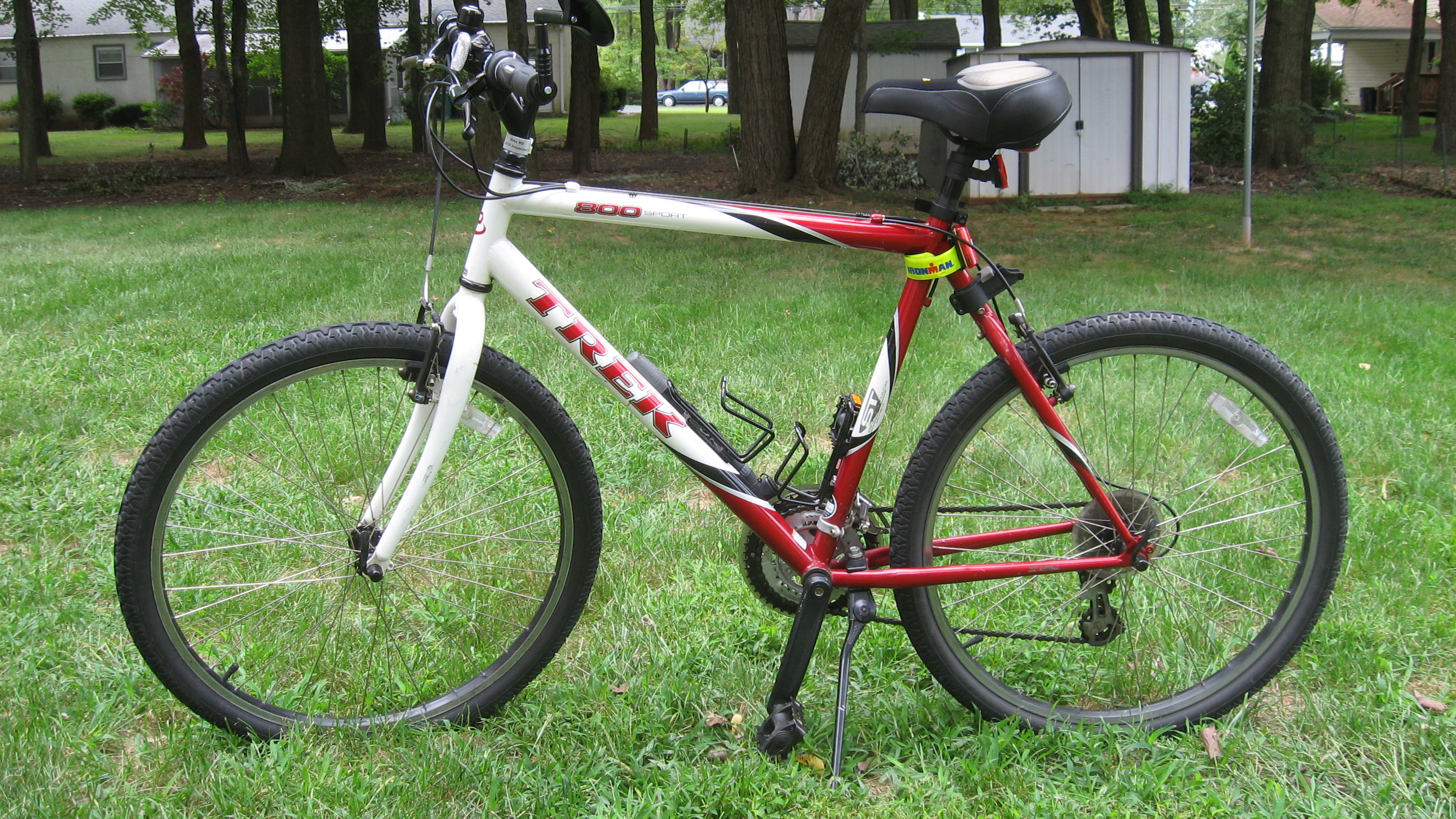
VTT avec un cadre classique.

C'est le type le plus ancien. Il est aussi appelé cadre en diamant, en raison de sa forme proche du losange, ou encore, cadre homme, par opposition au cadre ouvert, plus adapté aux vêtements féminins[réf. souhaitée].

### Cadre sloping
C'est le type le plus courant à ce jour. Le cadre sloping possède un triangle plus petit (tube supérieur légèrement incliné vers l'arrière), ce qui le rend plus dynamique. Il permet un pilotage plus aisé du vélo. Ce type de cadre correspond au cycliste de petite taille. Il permet une optimisation des réglages, comme la hauteur de selle qui reste délicate pour des vélos composés de cadre « droit » de petite taille. Il est le plus utilisé dans les vélos de série.

### Cadre ouvert

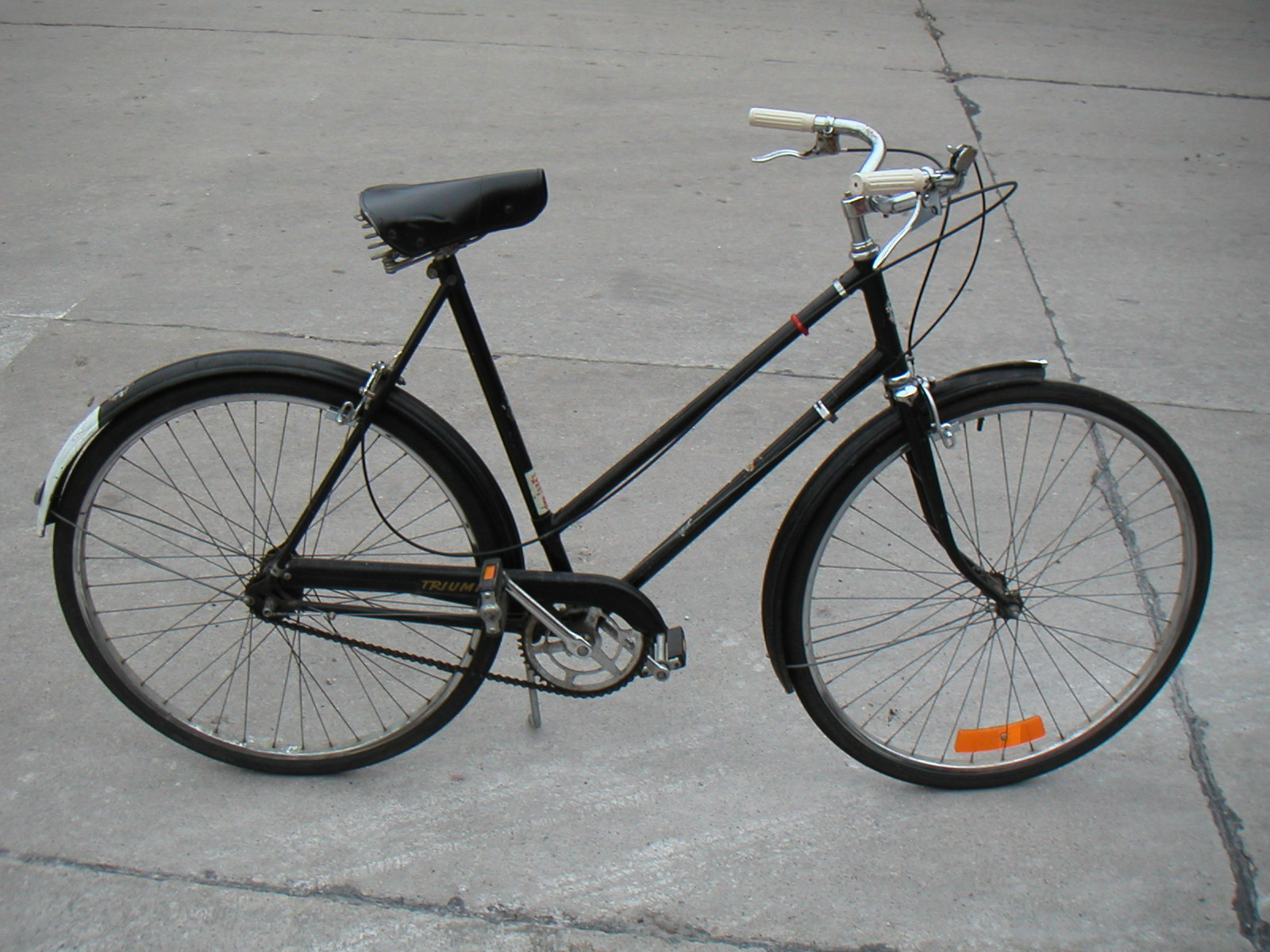
Vélo de ville avec un cadre ouvert.

Ce type de cadre ne comporte pas de tube supérieur horizontal sur le triangle avant. De tels cadres sont utilisés sur les vélos de villes, les vélos d'enfants et sur quelques vélos tout chemin (VTC) pour lesquels la rigidité et la nervosité sont moins recherchés que la facilité à monter en selle. Les modèles à cadre ouvert sont traditionnellement appelés vélos de dames ou de femmes. Le matériau est presque toujours de l'acier. L'aluminium convient moins car trop sujet à la fatigue pour supporter les efforts de torsion du tube diagonal.
Le tube supérieur peut être remplacé par un tube incliné, droit ou courbé , longeant le tube inférieur et pouvant se prolonger par des haubans jusqu'à l'axe de la roue arrière. C'est la solution la plus ancienne et aussi la plus courante. Lorsque le tube supérieur est en position intermédiaire, on parle de cadre mixte ou trapèze.
Une autre solution adoptée est le renfort intrinsèque d'un unique tube diagonal, éventuellement recourbé, qui est alors de plus gros diamètre. De tels cadres étaient déjà utilisés dans les années 1950 pour des vélos d'enfants et pour des cyclomoteurs légers tels que le Solex. Ils se sont surtout développés dans les années 1960-1970 avec la vogue des premiers vélos pliants.

### Cadre monopoutre
La construction d'un tel cadre se base comme son nom l'indique sur une poutre qui réalise une liaison directe entre l'axe de la roue arrière et le tube de direction à l'avant du vélo. Cette poutre peut avoir un profil assez particulier et atypique (H) pour la construction d'un cadre.
Apprécié en VTT pour sa rigidité exemplaire et son côté innovateur dans les années 1990, avec la démocratisation de l'aluminium, ce cadre tend aujourd'hui à disparaître pour laisser sa place à des géométries plus conventionnelles. Les raisons de sa disparition sont étroitement liées aux améliorations faites dans la maîtrise des tubes, qui offrent une rigidité comparable pour un poids bien inférieur.

### Cadre suspendu
Le cadre suspendu s'est amplement démocratisé avec l'arrivée de solutions abouties à des tarifs abordables, tout en réussissant à contenir le poids dans une marge raisonnable. Les avantages liés à un cadre suspendu sont évidents : gain en confort, grâce à un filtrage des aspérités du terrain, et gain en motricité, en offrant un meilleur contact entre la roue arrière et le sol.
Au départ réservé à l'usage du vélo tout terrain (VTT), ce cadre se démocratise de plus en plus sur les vélos tout chemin.